# Velódromo Nacional de Portugal
El Velódromo Nacional es un pabellón deportivo multifuncional que incluye velódromo en el municipio de Sangalhos, en Anadia, a unos 90 kilómetros al sur de Oporto en Portugal. El espacio pertenece a la Federação Portuguesa de Ciclismo. El salón fue creado en tan sólo 18 semanas en 2009 por una empresa alemana. El velódromo posee unos 250 metros de largo, tiene un peralte de unos 41 grados y cumple con los estándares internacionales. Además, posee una sala para la práctica de otros deportes como Judo o la esgrima. La instalación deportiva está conectada a un pequeño hotel con 16 habitaciones.